# Conjugación de verbos del uwa
Según la filóloga Edna Headland, la conjugación de los verbos del idioma uwa (llamado tunebo anteriormente) varía según la raíz en la forma intencional. De esta forma es posible derivar las otras formas verbales. Los verbos pueden dividirse en diez grupos: Los de raíz monosilábica (mono) y los de terminaciones -ki, -kui, -yi, -ni, -i, -wi, -a, -o, y -u.

## Tiempos verbales
La irregularidad de la conjugación se ve en tres formas: en el presente, en el imperativo y en el negativo. En la forma presente los verbos con raíces de una sola sílaba, los -ki o los -yi llevan el sufijo -ka:
raki-n-ro = ra-ka-ro: viene, béyi-n-ro = bé-ka-ro: van, ta-n-ro = tá-ka-ro: canta.
En el imperativo y en el negativo se suprime la sílaba -ki y -yi de esas formas: raki-n-ro = ra-ŵi: venga o ven, rá-ti-ro: no viene, béyi-n-ro = beo-wi, vaya o ve, bé-ti-ro: no va. En las raíces -ni, -wi, -i se suprime solo la i en esas formas, y el -kui cambia a -k.
La forma -kua-no puede reemplazar el -ro con las siguientes formas: el negativo -ti, la capacidad/obligación -ata, imposibilidad -ajar, tiempo presente -Ø/-ka, tiempo pasado -jak/jek/jok. (En el presente el -ka se suprime cuando se usa -kua-no.)
La forma -kuayra puede reemplazar a -ira en el pasado inmediato.
La forma -kira a veces se escribe -keyra.

## Modelos de conjugación
| Tiempo y modo                           | -ki-      | -kui-       | -yi-      | -ni-       | -w̃i- | -wi-      | mono    | -a-       | -o-       | -u-        |
| Castellano                              | venir     | oír         | ir (pl)   | levantar   | hablar     | salvar          |  cantar        | voltear          |  preguntar          | cortar           |
| --------------------------------------- | --------- | ----------- | --------- | ---------- | ---- | --------- | ------- | --------- | --------- | ---------- |
| Intencional -in-                        | rakinro   | rahkuinro   | béyinro   | yehninro   | tew̃inro     | síwinro   | tanro   | wákanro   | táyonro   | ehsunro    |
| Negativo atemporal -ti-                 | rátiro    | ráhktiro    | bétiro    | yéhntiro   | téw̃tiro     | síutiro   | tátiro  | wákatiro  | táyotiro  | ehsútiro   |
| Capacidad/obligación -ata-              | rakátaro  | rahkuátaro  | béyataro  | yehnátaro  | tew̃átaro     | síwataro  | tátaro  | wákataro  | táyotaro  | ehswátaro  |
| Imposibilidad -at-                      | rákajatro | ráhkuajatro | béyajatro | yéhnajatro | téw̃ajatro     | síwajatro | tájatro | wákajatro | táyojotro | éhswajatro |
| Indicativo presente -Ø- -ka-            | rakaro    | rahkro      | békaro    | yehnro     | tew̃ro     | siwro     | tákaro  | wákaro    | táyoro    | ehsuro     |
| Indicativo pasado -jak- -jek-           | rajakro   | rahjakro    | béjekro   | yehnjakro  | tew̃jakro     | síujakro  | tajakro | wákajakro | táyojokro | ehsujakro  |
| Pasado reciente -ira                    | rakira    | rahkuira    | béyira    | yéhnira    | téw̃ira     | síwira    | taira   | wácaira   | táyoira   | ehsúira    |
| Futuro próximo -ykira                   | rakáykira | rahkuáykira | beyáykira | yehnáykira | tew̃áykira     | síwaykira | táykira | wákaykira | táyoykira | éhswaykira |
| Interogativo presente -ki,-ka           | raki      | ráhkuiki    | beki      | yehnka     | tew̃ka     | siwka     | taka    | wákaka    | táyoka    | ehsuka     |
| Interrogativo pasado -yi-,-ya-          | rakyi     | rahkyi      | beyi      | yehnyi     | tew̃ya     | siwya     | tayi    | wákayi    | táyoyi    | ehsuya     |
| Imperativo -i                           | rai          | rahkwi      | béowi     | yehnwi     | tew̃i     | siwi      | tawi    | wákawi    | táyowi    | ehsuwa     |
| Prohibitivo -ti                         | rati jaw̃i          | rahkti jaw̃i            | beti jaw̃i          | yehnti jaw̃i           | tew̃ti jaw̃i     | síuti jaw̃i          | tati jaw̃i        | wákati jaw̃i          | táyoti jaw̃i          | ehsuti jaw̃a           |
| Infinitivo dependiente -ay              | rakáy     | rahkuay     | beyay     | yehnáy     | tew̃ay     | siway     | tay     | wakay     | tayoy     | ehsway     |
| Condicional/Subjuntivo (esperanza) -yat | rakayat   | rahkuayat   | bekayat   | yehnyat    | tew̃yat     | síuyat    | takayat | wákayat   | táyoyat   | ehswayat   |
| Subjuntivo (acción previa) -r           | rakír     | rahkír      | beyír     | yehnár     | tew̃ír     | siwir     | tar     | wakar     | tayor     | ehsúr      |